# Hassan Fathy
Hassan Fathy (Alexandrië, 23 maart 1900 - Caïro, 30 november 1989), bijgenaamd Architect of the Poor ("Architect van de armen"), was een Egyptische architect.
Hij werd beroemd met de publicatie van Architecture for the Poor (1973), een boek waarin hij met eigen praktijkvoorbeelden demonstreerde dat het mogelijk is voor armen te bouwen en mensen te leren zelf te bouwen.

## Biografie
Fathy werd geboren op 23 maart 1900 in Alexandrië. Toen hij acht was verhuisde zijn familie naar Caïro. Zijn vader was landeigenaar en voormalig hoge politieagent, die zijn baan opgaf om leraar te worden en rechten te studeren. Zijn moeder was van Turkse afkomst en had een deel van haar jeugd op het platteland doorgebracht, waardoor zij materiaal voor verhalen over dieren, boeren en het plattelandsleven had om aan de jonge Fathy en zijn broers te vertellen. Fatih keek naar ditzelfde platteland vanuit de ramen van de trein toen ze van Caïro naar Alexandrië reisden voor hun zomervakantie. Herinneringen aan het Egyptische platteland zouden weer opduiken in Fathy's keuze om zijn werk te richten op de boeren en in zijn denken over woningbouw op het platteland.
In de jaren 1920 en '30 studeerde en later doceerde Fathy aan de faculteit voor schone kunsten van de Universiteit van Caïro. Hij kwam hij in die periode in contact met vertegenwoordigers van de moderne Egyptische kunst, toen het land nog onder koloniaal bewind stond. Het was een periode waarin Egyptische schrijvers, schilders en beeldhouwers hun Egyptische identiteit begonnen te herontdekken. Een vergelijkbare impuls ligt aan de basis van Fathy's werk toen hij worstelde met de zoektocht naar een architectuur met een Egyptische en Arabische identiteit.
Fathy ontdekte de Nubische volksarchitectuur en de betekenis van het gewelf in de Egyptische geschiedenis tijdens een reis naar Aswan, waar hij in 1941 met studenten archeologische vindplaatsen bezocht. De verwijzing naar Nubië was al duidelijk in het ontwerp van het Hamed Said huis, dat een jaar later werd gebouwd in de Caïrose buitenwijk al-Marg, en dat uitgroeide tot een paradigma in zijn architectonische taal. Dit huis was ook een van Fathy's eerste pogingen om lemen bakstenen te gebruiken. Het idee om met leem te bouwen werd gestimuleerd door het uitbreken van de oorlog, die de invoer van ijzer en hout blokkeerde. Er was een reële behoefte om lokale materialen te gebruiken, waar Fathy op insprong door de lokale bouwstijlen te bestuderen en een bouwtechniek met lemen bakstenen te ontwikkelen voor de bouw van gewelven en koepels.

## Oeuvre

### Projecten

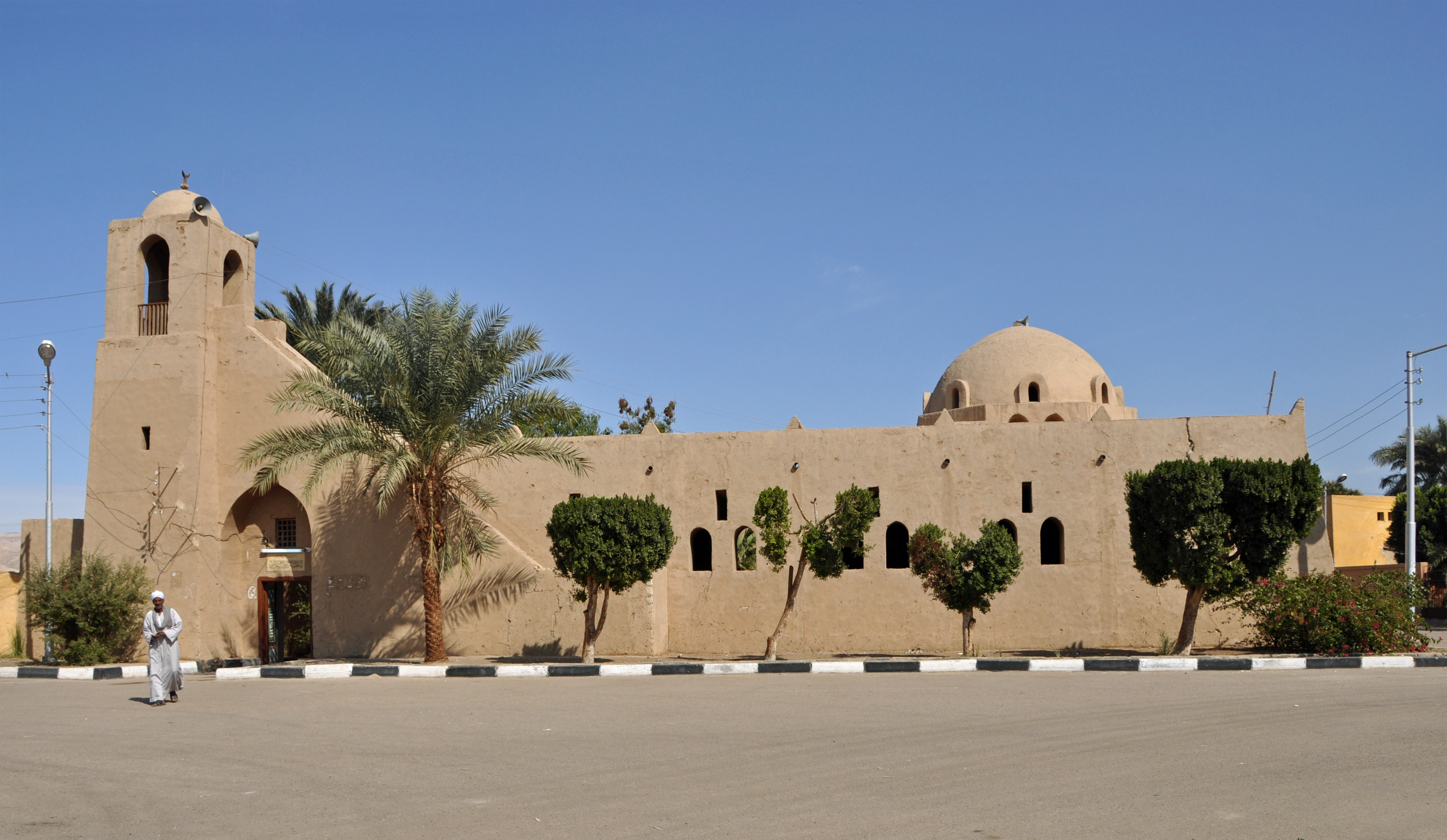
Qurna moskee

De stad New Qurna is een van Fathy's belangrijkste projecten. Deze was gebouwd in de buurt van Luxor tussen 1945 en 1948. Het was een plaats waar de Egyptische regering tot 20.000 'grafplunderaars' moest herhuisvesten die meer dan een decennium lang oude graven in de Vallei der Koningen hadden geplunderd.
Ook is er zijn werk aan de stad New Baris in centraal Egypte, die werd gebouwd om onderdak te bieden aan 250 gezinnen die werden aangetrokken door een pas ontdekte bron die duizenden hectaren dorre grond had kunnen irrigeren (ware het niet dat dit potentieel door de komst van zoveel mensen teniet gedaan werd).
De keuze van plaatselijke materialen en betrokkenheid van de dorpelingen aan het ontwerp van hun eigen huis droegen ertoe bij dat deze projecten economisch onafhankelijk waren van invoer en tegelijkertijd architectonisch karakteristiek voor de lokale omgeving en manier van leven was.

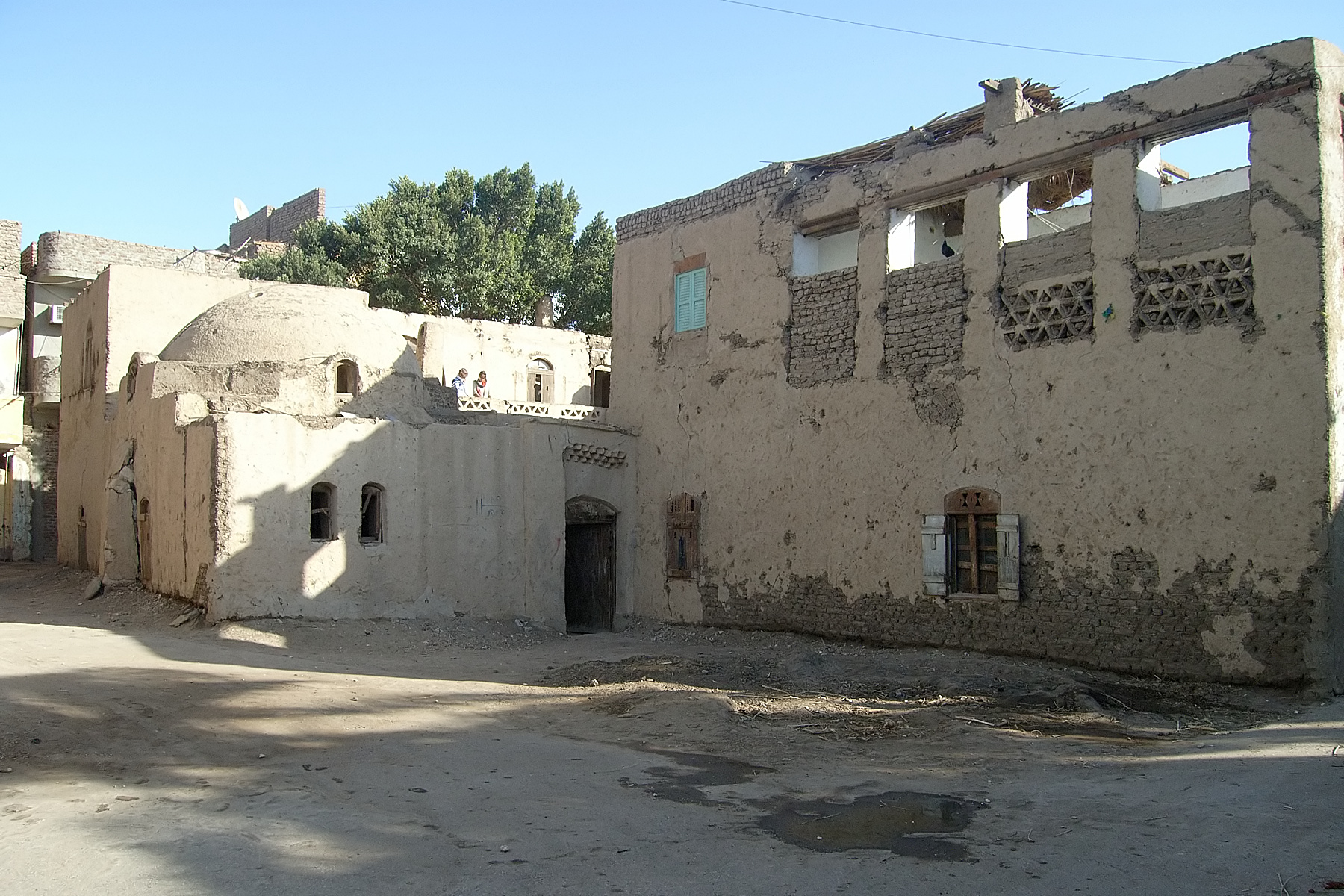
Vervallen huizen in Qurna

Maar de idealen van Fathy en zijn ontwerpen vielen niet altijd in goede aarde. Veel van de huizen in New Gourna bleven jarenlang leegstaan. In zijn ijver om de bewoners te beschermen tegen de invloeden van de moderne wereld, beknotte Hassan Fathy eigenhandig hun keuzevrijheid door oplossingen die de intuïtieve kracht misten om automatisch te worden omarmd. Sommige van deze oplossingen - de goedkope koepels van lemen baksteen die de Nieuwe Gourna sierden werden als godslasterlijk beschouwd, andere als decadente verspilling van ruimte - veel van Fathy's ontworpen binnenplaatsen werden als koeienstal gebruikt. En in een geval besloot Fathy zelfs sommige huizen niet van stromend water te voorzien met het argument dat de dorpelingen op die manier hun traditionele rituelen zouden hebben kunnen behouden. Fathy had derhalve een romantische, en in zekere zin paternalistische benadering die zelfdestructief bleek te zijn in een tijdperk waarin individualisme hoogtij vierde.

### Publicaties
- 1973: Architecture for the Poor. Dit boek beschrijft in detail Fathy's ervaring met het plannen en bouwen van het dorpje New Qurna, waarbij gebruik werd gemaakt van lemen bakstenen en traditionele architectonische details die kenmerkend voor Egypte waren, zoals binnenplaatsen en koepel- en gewelfdaken. Fathy werkte nauw samen met de mensen om zijn ontwerpen op hun behoeften af te stemmen. Hij leerde hen te werken met lemen bakstenen, controleerde de bouw en stimuleerde oude decoratieve technieken die verloren leken te zijn weer te gebruiken.

- 1986: Natural Energy and Vernacular Architecture
- 1989: Gourna: A Tale of Two Villages

## Nalatenschap
Jarenlang werden Fathy's projecten omschreven als postmoderne volksarchitectuur, maar daarna is hij herontdekt als iemand die een ander idee van 'moderniteit' voorstelde: inventief werken met traditie, uitgevoerd met het doel een verloren gewaande Arabische identiteit weer tot leven te brengen. Fathy liet een klein aantal leerlingen na die zijn strijd voortzetten om weinig mogelijk westerse modellen in Arabische architectuur te gebruiken. Zijn architectonische benadering is geleidelijk tot een stijl, een statussymbool voor de hogere klasse is geworden.

## Erkenningen
- 1980: Aga Khan Award for Architecture
- 1980: Balzan Prize
- 1980: Right Livelihood Award[3]
- 1984: Gold Medal van de Union of International Architects.

- Bibsys: 90412310
- Biblioteca Nacional de España: XX1467558
- Bibliothèque nationale de France: cb11902298f (data)
- Catàleg d'autoritats de noms i títols de Catalunya: 981058511295406706
- CiNii: DA01218077
- Gemeinsame Normdatei: 118929097
- International Standard Name Identifier: 0000 0001 2144 4661
- Library of Congress Control Number: n84132466
- Nationale Bibliotheek van Letland: 000248116
- Nationale Bibliotheek van Tsjechië: xx0088290
- Nationale bibliotheek van Australië: 35077187
- Nationale Bibliotheek van Israël: 987007261038505171
- Nationale en Universitaire bibliotheek Zagreb: 000204707
- Nederlandse Thesaurus van Auteursnamen: 074046349
- Réseau des bibliothèques de Suisse occidentale: 02-A003232833
- RKD-Nederlands Instituut voor Kunstgeschiedenis: 274292
- LIBRIS: 297497
- Système universitaire de documentation: 026858630
- Union List of Artist Names: 500105514
- Virtual International Authority File: 96467572
- WorldCat: E39PBJqk6j9GMw6fdfcd7Ct9Xd